# Кимбо Слайс
Ке́вин Фе́ргюсон (англ. Kevin Ferguson; 8 февраля 1974, Нассау, Багамы — 6 июня 2016, Маргейт, Флорида, США), более известный как  Ки́мбо Сла́йс (англ. Kimbo Slice) — американский боец смешанных единоборств, в период с 2011 по 2014 года — профессиональный боксёр.

## Биография
Родился 8 февраля 1974 года. Был самым старшим из своих многочисленных сестер и братьев. Его семья (выходцы из Багамских Островов) переехала в Майами. Они поселились в одном из самых бедных районов. В детстве Кимбо часто приходилось защищать себя своими кулаками. Умер 6 июня 2016 года на 43-м году жизни от сердечной недостаточности.

## Спортивная карьера
Не поступив в университет, Кимбо Слайс меняет несколько мест работы, пока не устраивается охранником в ночной клуб. Здесь он знакомится со своим будущим менеджером (владельцем компании по производству порнофильмов «IceyMike»). Вскоре Кимбо начинает драться в уличных боях, которые снимались на камеру, именно эти записи принесли ему славу.

### Смешанные боевые искусства
Дебют на профессиональном ринге для Кимбо Слайс состоялся в 2007 году на турнире «Cage Fury Fighting Championships». Его тренером становится легенда MMA Бас Руттен. В июне 2007 года Слайс принимает участие в турнире по правилам Смешанные боевые искусства. В первом бою ему противостоял чемпион WBO в тяжелом весе Рэй Мерсер. Кимбо победил в этом бою удушающим приемом. Поединок был неофициальным и не вошёл в официальную статистику боёв. Также Слайс провёл несанкционированный поединок с Роем Нельсоном в июне 2009 года. Слайс проиграл техническим нокаутом во втором раунде. Эти два поединка числятся отдельно, не в статистике ММА.
Официальный дебют состоялся 10 ноября 2007 года, в бою где Кимбо нокаутировал своего соперника Бо Кантрелла за 19 секунд. В 2008 году был повержен Танк Эббот и британец Джеймс Томпсон. В октябре 2008 года Кимбо Слайс потерпел первое поражение, проиграл нокаутом за 16 секунд соотечественнику Сету Петрузелли.
5 декабря 2009 года Кимбо единогласным решением судей победил Хьюстона Александра в одном из турниров UFC TUF 10 .
8 мая 2010 года проиграл техническим нокаутом на второй минуте поединка Мэтту Митриону на шоу UFC 113 — Machida vs. Shogun 2
19 июня 2015 года Кимбо одержал победу техническим нокаутом в первом раунде над Кеном Шемроком. 
16 февраля 2016 в Хьюстоне состоялось шоу Bellator 149, где Слайсу предстоял поединок с тяжеловесом Дафиром Харрисом, более известным как ДаДа 5000. Кимбо Слайс одержал победу нокаутом в третьем раунде. Сразу же после боя Харрис был госпитализирован, по причине высокого содеражиния калия в крови, что послужило причиной переутомления и почечной недостаточности бойца.  После боя ему потребовалась реанимационная помощь и он был подключен к аппарату искусственной вентиляции лёгких. Сам Харрис сообщил что чуть не умер после боя, по окончании  которого он перенес два сердечных приступа. Позднее поединок был признан не состоявшимся, по причине обнаружения в допинг пробах Кимбо нандролона и эпитестостерон. Это был последний поединок Слайса на профессиональном ринге смешанных единоборств. 

### Профессиональная боксёрская карьера
На профессиональном Ринге Кимбо Слайс дебютировал в августе 2011 года в супертяжёлой весовой категории.
Первые шесть поединков провёл против соотечественников в США. Пять из них выиграл нокаутом.
В январе 2013 года отправился в Австралию, и в андеркарде поединка Дэниэл Гил — Энтони Мандайн, нокаутировал местного боксёра Шейна Тилярда во втором раунде.

### Смерть
Кимбо Слайс скончался 6 июня 2016 года. Утром его доставили в одну из клиник города Корал-Спрингс (штат Флорида) из-за боли в груди. По информации портала TMZ, спортсмен находился в тяжёлом состоянии и вскоре умер от сердечной недостаточности, другие подробности не приводились.

## Статистика в смешанных единоборствах
| Боёв 8          | Побед 5 | Поражений 2 |
| --------------- | ------- | ----------- |
| Нокаутом        | 3       | 2           |
| Сдачей          | 1       | 0           |
| Решением        | 1       | 0           |
| Не состоявшихся | 1       | 1           |

| Результат    | Рекорд  | Соперник          | Способ                                | Турнир                                    | Дата            | Раунд | Время | Место                     | Примечание |
| ------------ | ------- | ----------------- | ------------------------------------- | ----------------------------------------- | --------------- | ----- | ----- | ------------------------- | --- |
| Не состоялся | 5–2 (1) | Дада 5000         | NC (не состоялся, ранее победа Кимбо) | Bellator 149                              | 19 февраля 2016 | 3     | 1:32  | Хьюстон, Техас, США       | Бой закончился победой Кимбо(KO), однако результат был изменен на не состоялся (NC), по причине положительного допинг теста Кимбо на нандролон и эпитестостерон |
| Победа       | 5–2     | Кен Шемрок        | TKO (удары)                           | Bellator 138                              | 19 июня 2015    | 1     | 2:22  | Сент Луис, Миссури, США   | |
| Поражение    | 4–2     | Мэтт Митрион      | TKO (удары)                           | UFC 113                                   | 8 мая 2010      | 2     | 4:24  | Монреаль, Квебек, Канада  | |
| Победа       | 4–1     | Хьюстон Александр | Решением (единогласным)               | The Ultimate Fighter: Heavyweights Finale | 5 декабря 2009  | 3     | 5:00  | Лас-Вегас, Невада, США    | |
| Поражение    | 3–1     | Сет Петруцелли    | TKO (удары)                           | EliteXC: Heat                             | 4 октября 2008  | 1     | 0:14  | Санрайз, Флорида, США     | |
| Победа       | 3–0     | Джеймс Томпсон    | TKO (удары)                           | EliteXC: Primetime                        | 31 мая 2008     | 3     | 0:38  | Ньюарк, Нью-Джерси, США   | |
| Победа       | 2–0     | Танк Эбботт       | KO (удары)                            | EliteXC: Street Certified                 | 16 февраля 2008 | 1     | 0:43  | Майями,Флорида, США       | |
| Победа       | 1–0     | Бо Кантрелл       | Сдача (удары)                         | EliteXC: Renegade                         | 10 ноября 2007  | 1     | 0:19  | Корпус-Кристи, Техас, США | |

## Фильмография
| Год  | Название                               | Фильм/Телевидение | Роль           | Примечания |
| ---- | -------------------------------------- | ----------------- | -------------- | ---------- |
| 2008 | Счастливого Рождества, Дрейк и Джош    | Телевидение       | Bludge         |            |
| 2009 | Кровь и кость                          | Фильм             | Заключённый    |            |
| 2010 | Spring Broke                           | Фильм             |                |            |
| 2010 | Locked Down                            | Фильм             | King           |            |
| 2010 | Circle of Pain                         | Фильм             | Reg            |            |
| 2012 | Царь скорпионов 3: Восстание мертвецов | Фильм             | Zulu Kondo     |            |
| 2015 | Dawg Fight                             | Фильм             | Камео (Боксер) |            |